# Frederiksberg Hovedbibliotek
Frederiksberg Hovedbibliotek er et folkebibliotek, der ejes og drives af Frederiksberg Kommune. Det er beliggende på Falkoner Plads og er det største af kommunens i alt fire biblioteker, der samlet kaldes Biblioteket Frederiksberg.
Frederiksberg Kommune drev allerede biblioteksvæsen fra 1887, og der fandtes således biblioteker på skolerne på Lampevej og Niels Ebbesens Vej. Hovedbiblioteket fik til huse i en bygning, der blev tegnet af arkitekt H.C. Andresen og opført i røde teglsten i årene 1933-1935. Der var tale om en banebrydende, moderne biblioteksbygning på samlet 4.700 kvadratmeter.
Bygningen blev udvidet med Østsalen i 2004, der tilføjede 1.500 kvadratmeter. Tilbygningen, der er underjordisk, blev tegnet af Henning Larsen Architects og rummer blandt andet børnebibliotek. Hovedbygningen fra 1930'erne er renoveret i 2022, hvor biblioteket samtidig blev nyindrettet, så større dele af samlingen er umiddelbart tilgængelig for lånerne.
Biblioteket rummer adskillige kunstværker:
- I Litteraturens Sal hænger seks malerier af Frede Christoffersen. Serien hedder Døgnet og var en gave fra Ny Carlsbergfondet i anledning af bibliotekets 75-års jubilæum i 1962.[3]
- Østsalen rummer malerierne Mod Dybet (1995), Alice in Wonderland (1995) og Broen (1994). De er alle udført af Carl-Henning Pedersen.[3]
- Foran biblioteket står bronzestatuen Solpiger, udført af Gottfred Eickhoff og opsat i 1972.[2]